# ديون مالون
ديون مالون (بالهولندية: Dion Malone) (13 فبراير 1989 باراماريبو سورينام - ) هو لاعب كرة قدم سورينامي، يلعب كمدافع.

## وصلات خارجية
ديون مالون على موقع قاعدة بيانات كرة القدم.إي يو (الإنجليزية)
- ديون مالون على موقع ناشيونال فوتبول تيمز (الإنجليزية)
- ديون مالون على موقع Soccerway.com (الإنجليزية)
- ديون مالون على موقع عالم كرة القدم.نت (الإنجليزية)